# T-34
|  | For den russiske spillefilm fra 2018, se T-34 (film) |
T-34 er typebetegnelsen på den mest kendte sovjetiske kampvogn fra 2. verdenskrig. T-34 blev produceret på lokomotivfabrikken Komiterna i Harkov samt diverse satellitfabrikker. T-34 var ideel til masseproduktion, idet den var forholdsvis simpel at producere pga. størrelse og teknologiniveau. T-34 er den mest producerede kampvogn under den anden verdenskrig. I alt menes der at være blevet produceret omkring 85.000 T-34, hvilket også gør den til den næstmest producerede kampvogn nogensinde - kun overgået af den senere serie af sovjetiske kampvogn T-54/55.
Kampvognen skilte sig ud ved både at være relativ let at bygge og at betjene. Den var desuden tilpasset blødt terræn ved at have en relativt lav vægt og brede bælter til fordeling af vægten. Dette var alt sammen faktorer, der hurtigt førte til masseproduktion. Den havde en ny opfindelse; skrånende panser, der kunne få granater til at rikochettere. Besætningen var på fire i T-34/76-modellen (Besætningen var på fem i T-34/85-modellen: kampvognens kører og maskingeværskytten/reservekøreren/radiooperatøren til højre for køreren forrest i chassiset – i tårnet skytten/næstkommanderende som betjente kanonen og det øverste maskingevær, skyttehjælperen/reserveskytten som ladede kanonen og vognkommandøren som sad halvvejs oppe i tårnet, bagved skytten), og der var også kvinder ind i mellem. Besætningens højde måtte ikke overstige 170 cm på grund af den begrænsede plads.
De fleste T-34 under 2. verdenskrig var ikke udstyret med radioer, så kampvognskommandøren måtte bruge signalflag til at kommunikere med de andre kampvogne.
På grund af Versailles-traktaten måtte Tyskland ikke have kampvogne. Den tyske hær afprøvede derfor i al hemmelighed sine kampvogne i Sovjetunionen (under dække af at være landbrugsmaskiner), og russerne observerede, hvilke kampvogne die Wehrmacht havde: Ret tyndt pansrede med relativt små kanoner, der til gengæld kunne tilbagelægge mange kilometer pr. dag i en blitzkrig. Det sovjetiske svar var svært pansrede T-34 og KV-1 med kraftige 76 mm kanoner. Disse kampvogne var ikke klar til felttoget mod Finland, så Hitler troede, at den Røde Hær kun havde forældede kampvogne (T-26). Da Hitler overfaldt Sovjetunionen i 1941, gik det godt i starten. Men da de tyske kampvogne kom i kontakt med T-34, var de underlegne. På daværende tidspunkt havde Tyskland meget få kampvogne, der kunne penetrere panseret på en T-34. Derfor begyndte man i stor stil at ombygge de forældede kampvogne til selvkørende panserværnskanoner (de såkaldte Marders), hvilket i fællesskab med Luftwaffes Stukaer gjorde, at de tyske panserstyrker kunne holde ud. I november 1942 introducerede Tyskland Panther-kampvognen, der kopierede de bedste egenskaber ved T-34 og på mange områder var bedre end sit forbillede, selvom den led under begyndervanskeligheder.
Senere kom de tyske tigere, der var T-34 overlegne i kampkraft og pansring. T-34 var hurtigere (maks.-farten fremad og baglæns var 55 km/t, men visse modeller efter 1951 havde maks. fart på 100 km/t fremad og 60 km/t baglæns.) end Tigeren, og den Røde Hærs modsvar var at lade T-34 køre så tæt på Tigeren så hurtigt så muligt. På korte afstande kunne T-34 slå hul på tigernes pansring.
Pansringen på 1943-modellen var 70 mm, på 1951-modellen var 90 mm – kanonen på 1943-modellen var 76 mm, på 1951-modellen var 85 mm, begge modeller havde to maskingeværer kaliber 7,62 mm. Ammunitionskapaciteten var 52 granater, 100 håndgranater og 6.000 patroner.
T-34 blev brugt i stort tal af de kinesiske frivillige i koreakrigen og af Egypten i de første mellemøstkrige.

## Specialversioner
- MT-34 – Мостоукладчик Танк: brolæggerkampvogn
- OT-34 – Огнемётный Танк: flammekasterkampvogne
  - Kunne affyre ti 10 liters 'skud' 60 til 100 m[1]
- PT-34 – Противоминный Танк: kampvogn med mineruller
  - Hver rulle kunne holde til fem til ti panserminedetonationer[1].
- VT-34 – Vyprošťovací Tank: tjekkoslovakisk bjærgningskampvogn